# アミオ 143
アミオ143
アミオ143の模型、上面
- 用途：爆撃機
- 分類：爆撃機
- 設計者：Félix Amiot
- 製造者：
- 運用者：フランス空軍
- 初飛行：1931年
- 生産数：138機
- 生産開始：1935年から1937年
- 運用開始：1935年7月
- 退役：1944年
- 運用状況：退役

アミオ 143は、フランスのアミオ社によって開発された爆撃機である。1934年に初飛行し、1935年から量産が開始された。第二次世界大戦開戦時のフランス空軍における主力重爆撃機の一つだったが、旧式化しており昼間爆撃任務には危険すぎると判断された為、ほとんど夜間爆撃任務にのみ使用された。休戦後は一部の機体がドイツ軍によって輸送機として使用された。

## 概要
アミオ 143は、1928年に開発が開始された爆撃機アミオ 140の発展型として開発された。1934年8月に試作機が初飛行し、1935年から量産が開始された。当時の列強の爆撃機と比較すると、速度は遅く操縦性もあまりよくなかったが、頑丈で当時のフランス機としては重武装であった。
第二次世界大戦開戦時にも約90機が部隊配備されており、当初は夜間偵察任務に就いていたが1940年には昼間爆撃任務にも投入された。しかし、旧式化していた本機では敵戦闘機や高射砲に対抗できないと考えられたためすぐに夜間爆撃任務に回され、この任務では損失率は低かった。休戦後、残存機はヴィシー政府軍やドイツ軍によって輸送機として使用された。
総生産機数は138機である。

## 開発と運用
原型機であるアミオ140は、1928年のフランス空軍からの昼間・夜間兼用爆撃機の仕様書に基づき開発された機体で、1931年に初飛行した後40機生産された。この後に先の仕様書を変更する形で、新たに爆撃機、戦闘機、偵察機として使用できる多用途機の仕様が出された。これに基づいてアミオ 140を改良したのがアミオ 143で、試作機は1934年8月に初飛行した。

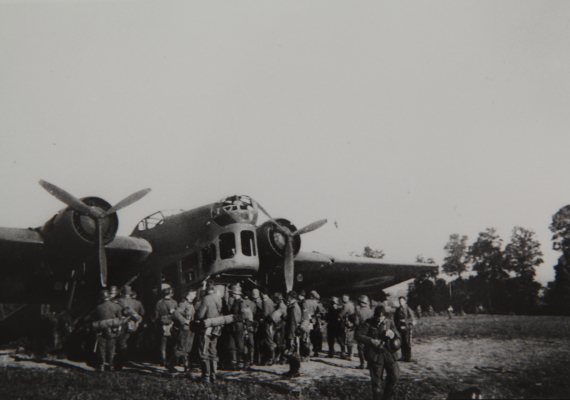
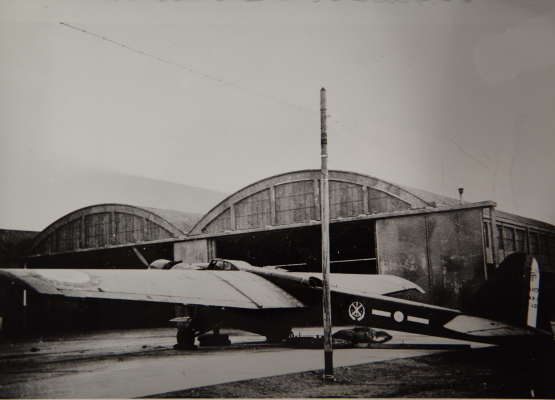

アミオ 143は固定脚の高翼単葉双発機で、外見上は原型のアミオ 140と大きな差はなかった。しかし、エンジンが強化され機体が全金属製となり、主翼が薄翼化されている。二層デッキ式のゴンドラを配備した角張った胴体に大きな高翼式主翼を取り付け、その主翼からこれまた大きな固定脚を外側に張り出して胴体をぶら下げた姿はいかにも無様で、「四角いアミオ」とか「フランスで最も醜い爆撃機」とまで言われていた。また、当時の列強の爆撃機と比較すると低速であり、やや安定性に問題がある操縦の難しい機体であった。しかし、無骨な見掛けどおり頑丈な機体であり比較的重い爆弾を搭載できた。

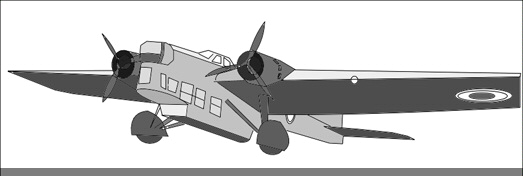
アミオ 143

1935年3月に制式採用され、その年の7月から部隊配備された。1938年からはより新型の爆撃機への更新が始められたが遅々として進まず、1939年の第二次世界大戦開戦時にも本国の4部隊とアフリカの1部隊に合計91機が残っており、「奇妙な戦争」の期間中は夜間偵察任務やドイツ領内に宣伝パンフレットを投下する任務に用いられた。
翌1940年の5月10日にはドイツのフランス侵攻が始まったが、予定されていた本機を装備する爆撃機隊のマーチン 167Fへの装備更新はほとんど完了していなかった。5月13日にスダンでムーズ川の渡河を賭けた戦闘が始まると、フランス空軍は旧式機を含むあらゆる爆撃機を集め、ドイツ軍が築いた橋頭堡の破壊を試みる。本機を装備していた部隊にも命令が下され、5月14日の明朝には3つの爆撃機隊から計10機が出撃し、高射砲と敵戦闘機が待ち受ける橋頭堡へ昼間爆撃を行ったが、戦闘機の護衛を受けながらも2機が撃墜され、1機が帰投中に不時着して計3機が失われた。昼間出撃はこの出撃以降試みられず、その後は主にドイツ軍の飛行場と連絡線に対する夜間爆撃任務に使用されたため損失率は低かった。休戦までに45機が失われた一方、合計約530トンの爆弾を投下している。
休戦後は、ヴィシー政府軍やドイツ軍によって輸送機として使用された。最後の機体が退役したのは1944年2月だった。総生産機数は138機である。

## 派生型
アミオ 140
フランス空軍の要求仕様にアミオが応えた最初の計画名称で、出力515 kW (691 hp)のロレーヌ 18G オリオン W形18気筒水冷エンジンを使用する事が予定されていた。実際の試作一号機はアミオ 140Mとして完成した。
アミオ 140M
出力485 kW (650 hp) のイスパノ・スイザ 12Nbr水冷エンジンを使用した試作機。2機が製造され内1機が飛行し、フランス空軍に採用された。662 kW (888 hp)のロレーヌ 12Q エーデル V形12気筒水冷エンジンを使用する計画で40機が発注されたが、この発注分は後にアミオ 143へと振り替えられた。
アミオ 141M
3基のロレーヌ 18G オリオンエンジンを使用する三発機型。計画のみ。
アミオ 142
1機が試作された出力499 kW (669 hp)のイスパノ・スイザ 12Ybrs使用型。
アミオ 143
空冷星型14気筒で出力648.7 kW (870 hp)のグノーム・ローヌ 14Kirs/Kjrs(それぞれ左回転と右回転)エンジンを使用した生産型。40機のアミオ 140の受注分、25機のアミオ 144の受注分も合わせて計138機が生産された。
アミオ 144
アミオ 143の発展型。翼面積を縮小してフラップを追加、降着装置は引き込み脚となった。1機のみ試作され25機が発注されるが、生産はアミオ 143に振り替えられた。
アミオ 145
アミオ 144のエンジンをイスパノ・スイザ 14AAに換装したもの。計画のみ。
アミオ 146
アミオ 144のエンジンをグノーム・ローヌ 18Larsに換装したもの。計画のみ。
アミオ 147
アミオ 144のエンジンをイスパノ・スイザ 12Ydrs/Yfrs(それぞれ左回転と右回転)に換装したもの。計画のみ。
アミオ 150
海軍航空隊向けに試作された偵察/雷撃機型。アミオ 143から翼面積を10%拡大しており、降着装置は車輪とフロートを換装可能になっていた。出力750 hp (559.3 kW)のグノーム・ローヌ 14Kdrsエンジンを使用。1機のみ試作された。

## スペック
- 全長：18.26 m
- 全幅：24.51 m
- 全高：5.68 m
- 全備重量：9,700 kg
- エンジン：ノームローンGR14Kirs 空冷14気筒 870 hp
- 最大速度：310 km/h
- 航続距離：1,200 km
- 武装
  - 爆弾1,600kg
  - 7.5mm機銃×4
- 乗員 5名

## 登場作品
『R.U.S.E.』
フランスの爆撃機として登場。